# Allium asperiflorum
Allium asperiflorum — вид трав'янистих рослин родини амарилісові (Amaryllidaceae), поширений у Туреччині й Закавказзі.

## Опис
Цибулина яйцеподібна. Цибулинки численні. Стебло прямостійне. Листки шорсткі. Зонтик від кулястої до субкулястої форми. Оцвітина від дзвінчастої до яйцюватої. Внутрішні листочки оцвітини 5–7 × 2.5 мм, рівні зовнішнім. Поверхня зовнішніх листочків оцвітини шорсткі. Тичинки коротші ніж оцвітина. Зав'язь яйцеподібна.

## Поширення
Поширений у Туреччині й Закавказзі.